# Инаугурация Петра Порошенко
Инаугурация Петра Порошенко — инаугурация пятого президента Украины Петра Порошенко, которая состоялась 7 июня 2014 года. Торжественное заседание Верховной Рады Украины было запланировано на десять часов; в 11 часов состоялась церемония представления командующих видов Вооруженных сил Украины и торжественного поднятия флага президента Украины на Софийской площади. Прямую трансляцию инаугурации президента вживую транслировали телеканалы «Первый национальный», «Рада», 1+1, 5 канал и «Интер»; было объявлено, что телетрансляция будет вестись на украинском, русском, английском, немецком, французском и испанском языках. Президентскую присягу проводил Председатель Конституционного Суда Украины Юрий Баулин.

## Время и место
3 июня 2014 года Верховная Рада приняла постановление, согласно которому торжественное заседание парламента, посвящённое принятию присяги Украинскому народу новоизбранным президентом Украины, должно состояться 7 июня.
Пётр Порошенко ранее также сообщал о возможности проведения инаугурации на Донбассе. 4 июня на Софийской площади с участием Петра Порошенко были проведены репетиции торжественных мероприятий.
Примерный график торжественных мероприятий:
- 10:00 — торжественное заседание Верховной Рады Украины.
- 11:10 — церемония представления командования видами Вооруженных сил Украины и поднятия флага Украины и штандарта президента Украины на Софийской площади.
- 11:25 — молебен в Софийском соборе.
- 12:00 — поздравления и встречи с главами иностранных делегаций.
- 14:30 — прибытие президента к Администрации президента.
- 15:00 — двусторонние встречи.
- 17:00 — торжественный приём руководителей дипломатических миссий на Украине в Художественном Арсенале.

## Международные делегации
Министерство иностранных дел Украины сообщало, что участие в торжествах подтвердили 56 международных делегаций, в том числе: 23 — на уровне глав государств, правительств, парламентов и руководителей международных организаций; 5 — на уровне вице-премьер-министров; другие — на уровне министров иностранных дел и послов.

### Список делегаций[8]
- Президент Грузии Георгий Маргвелашвили
- Президент Молдавии Николай Тимофти
- Президент Беларуси Александр Лукашенко
- Премьер-министр Канады Стивен Харпер
- Президент Литвы Даля Грибаускайте
- Президент Германии Йоахим Гаук
- Президент Польши Бронислав Коморовский
- Вице-президент США Джо Байден
- Президент Швейцарии Дидье Буркхальтер
- ООН Заместитель Генерального секретаря ООН Джеффри Фельдман[англ.]
- Председатель Европейского совета Херман Ван Ромпёй
- ОБСЕ Генеральный секретарь ОБСЕ Ламберто Заньер.